# Ламасский кечуа
Ламасский кечуа (Lama, Lamano, Lamas Quechua, Lamista, Lamisto, Motilón, San Martín Quechua, Ucayali) — одна из разновидностей кечуанских языков, на которой говорят в культурном центре Ламас; в округах Ламас, Сиса и других региона Сан-Мартин, а также в регионе Лорето. Имеет несколько незначительных диалектов. Ламасский диалект мало передаётся детям. Двуязычные родители хотят, чтобы их дети изучали испанский язык. Используется шаманами и в песнопениях. Простанты использовали диалект в пении с опубликованными сборниками гимнов. Случайно переменно используется в религиозных службах, кроме песнопения.